# Взаимное знание
Взаимное знание (англ. mutual knowledge) — концепция эпистемической теории игр, эпистемической модальной логики и эпистемологии. Событие является взаимным знанием, если о его наступлении известно всем участникам игры. От общего знания взаимное отличается тем, что вне рассмотрения остаётся осведомлённость игроков о знаниях соперников, о знаниях об осведомлённости и так далее ad infinitum. Таким образом, общее знание является более сильным условием, и всякое общее знание является взаимным.
Термин «взаимное знание» использовался философом Стивеном Шиффером для именования собственной концепции (1972), однако содержательно она была идентична «общему знанию» Дэвида Келлогга Льюиса (1969).

## Определение
Имеется I игроков с информационными разбиениями {\displaystyle h_{1},...,h_{I}} множества состояний {\displaystyle \Omega }. Игрокам также соответствуют операторы знания {\displaystyle K_{1},...,K_{I}}. Событие {\displaystyle E\subseteq \Omega } является взаимным знанием в состоянии {\displaystyle \omega }, если оно известно всем игрокам, то есть
{\displaystyle \omega \in K_{1}(E)\cap K_{2}(E)\cap ...\cap K_{I}(E)\equiv K^{!}(E)}